# Peromyscus merriami
Peromyscus merriami is een zoogdier uit de familie van de Cricetidae. De wetenschappelijke naam van de soort werd voor het eerst geldig gepubliceerd door Mearns in 1896. Ze is vernoemd naar de Amerikaanse zoöloog Clinton Hart Merriam.